# Forcipomyia manasi
Forcipomyia manasi är en tvåvingeart som beskrevs av Jai Kisahn Maheshwari 2003. Forcipomyia manasi ingår i släktet Forcipomyia och familjen svidknott. Inga underarter finns listade i Catalogue of Life.